# Islamischer Friedhof Wien

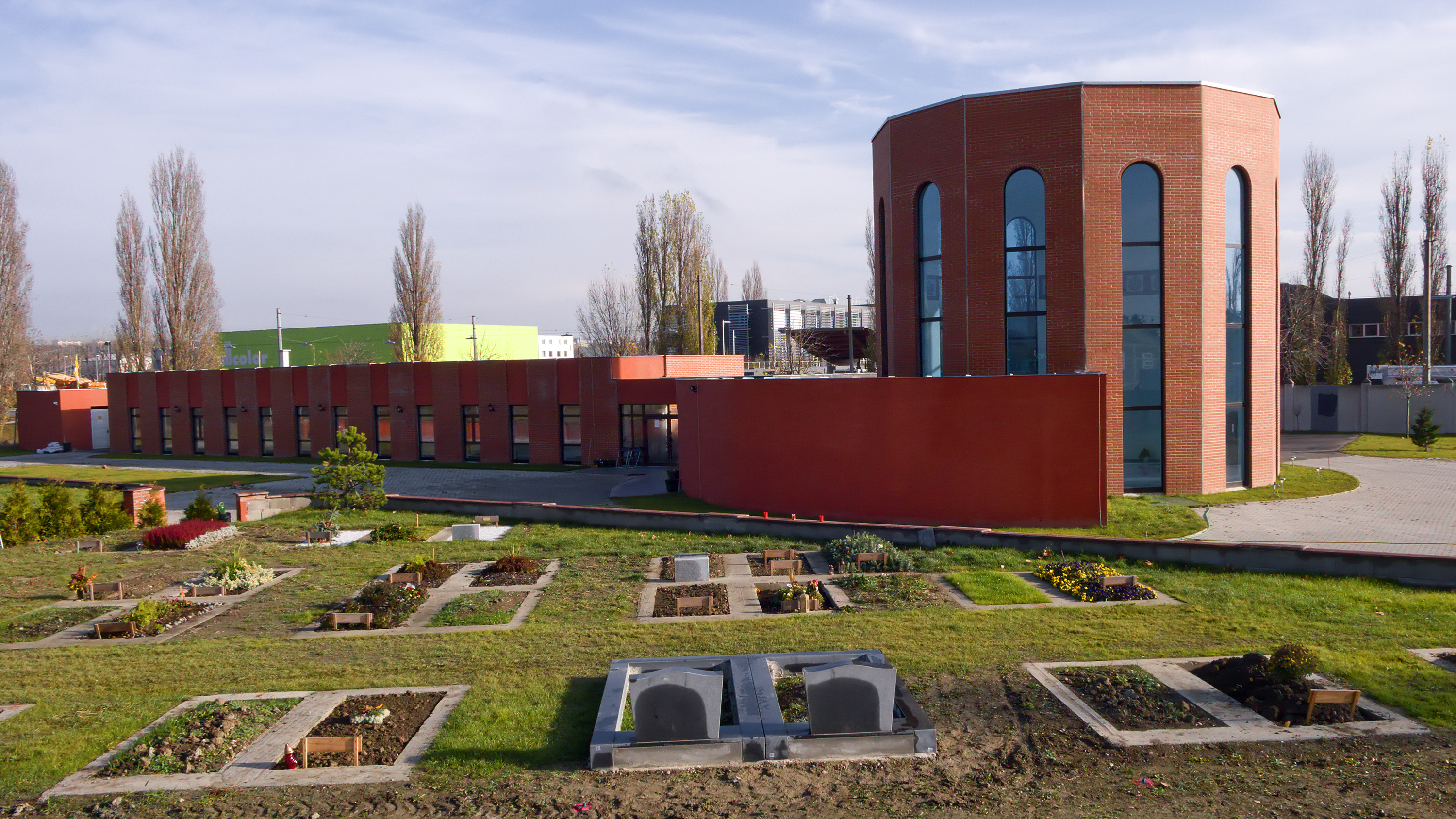
Islamischer Friedhof Wien

Der Islamische Friedhof Wien ist ein Friedhof der Islamischen Glaubensgemeinschaft im 23. Wiener Gemeindebezirk Liesing, Großmarktstraße 2a. Er wurde am 3. Oktober 2008 als erster islamischer Friedhof in Österreich eröffnet.

## Lage
Der Islamische Friedhof Wien liegt im Blumental am Rande des Liesingbaches im Osten des Bezirkes Liesing (Bezirksteil Inzersdorf). Während die Liesing die Grenze des 34.500 m² großen Geländes im Norden bildet, wird der Friedhof im Westen von der Laxenburger Straße, im Süden von der Haböckgasse und im Osten von der Großmarktstraße begrenzt.

## Geschichte

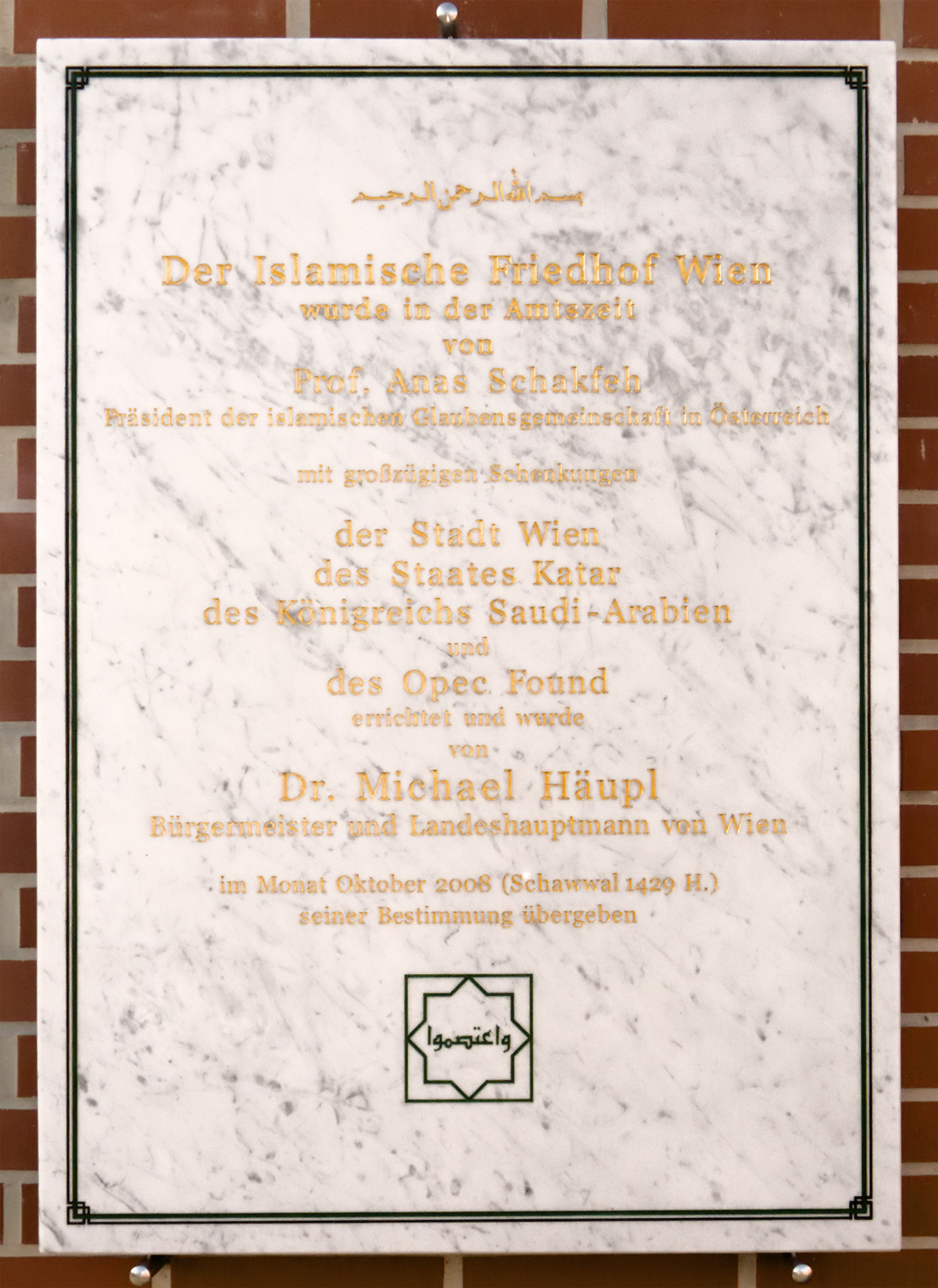
Gedenktafel zur Eröffnung

Seit Ende des 19. Jahrhunderts werden Muslime auf dem Wiener Zentralfriedhof bestattet. Mitte der 1970er Jahre wurde hier eine erste islamische Abteilung geschaffen, die jedoch bald an die Grenzen ihrer Kapazitäten stieß, weshalb eine weitere islamische und eine islamisch-ägyptische Abteilung errichtet wurden.
Der Gründung eines eigenen islamischen Friedhofs in Wien gingen Verhandlungen zwischen der Islamischen Glaubensgemeinschaft in Österreich und der Stadt Wien voraus, die rund zwei Jahrzehnte benötigten. Nach der Einigung der beiden Parteien wurde das Projekt 2001 der Öffentlichkeit vorgestellt. Die Eröffnung sollte 2003 erfolgen. Die Stadt Wien stellte in der Folge ein Grundstück in Liesing zur Verfügung und übernahm die Einebnung und Einfriedung des Geländes. Die Errichtung der Friedhofsgebäude fiel in die Verantwortung der Islamischen Glaubensgemeinschaft, die hierfür notwendige Geldmittel von rund 1,4 Millionen Euro wurden durch Großspender wie den OPEC-Fund oder die Botschaft von Katar aufgebracht. Da die Großspender ihre Spenden nur gegen Vorlage einer Rechnung auszahlten, kam es immer wieder zu Verzögerungen des Baufortschritts. Dieser wurde zudem durch archäologische Grabungen und die Insolvenz einer Baufirma behindert.
Bereits in der Gründungsphase wurde der Friedhof Ziel anti-islamischer Anschläge. Am Morgen des 9. April 2006 beschädigte ein Brand die Beton-Schalung eines Rohbaus. Da auch mehrere Fenster eingeschlagen und eine Mauer mit den Worten „Das wird gesprengt“ beschmiert worden waren, nahm in der Folge das Landesamt für Verfassungsschutz und Terrorismusbekämpfung die Ermittlung „in Richtung Brandanschlag“ auf. Politiker aller Wiener Parteien verurteilten die Tat. Mitte Oktober wurden zudem die Friedhofsmauern mit 23 schwarzen Kreuzen beschmiert, wobei die Zahl 23 für den 23. Bezirk stehen könnte.
Der Friedhof wurde nach mehrjähriger Verzögerung am Ende des Ramadans am 3. Oktober 2008 eröffnet und wird im Endausbau etwa 4.000 bis 5.000 Grabstellen umfassen. Die Toten sollen anfangs möglichst tief bestattet werden, um künftigen Generationen die Wiederbelegung der Grabstellen zu ermöglichen. Die Gräber werden nach der vom Koran vorgeschriebenen Gebetsrichtung Qibla ausgerichtet und die Toten mit dem Gesicht Richtung Mekka beerdigt. Die in Tücher eingewickelten Toten werden nicht wie sonst im Islam üblich bereits in dieser Form bestattet, sondern – den österreichischen Vorschriften entsprechend – in Särgen beerdigt. Die erste Beerdigung erfolgte am 27. März 2009. Der Friedhof ist der erste islamische Friedhof in Österreich, mit dem Islamischen Friedhof Altach befindet sich ein weiterer seit 2012 in der Vorarlberger Gemeinde Altach.